# BigMama

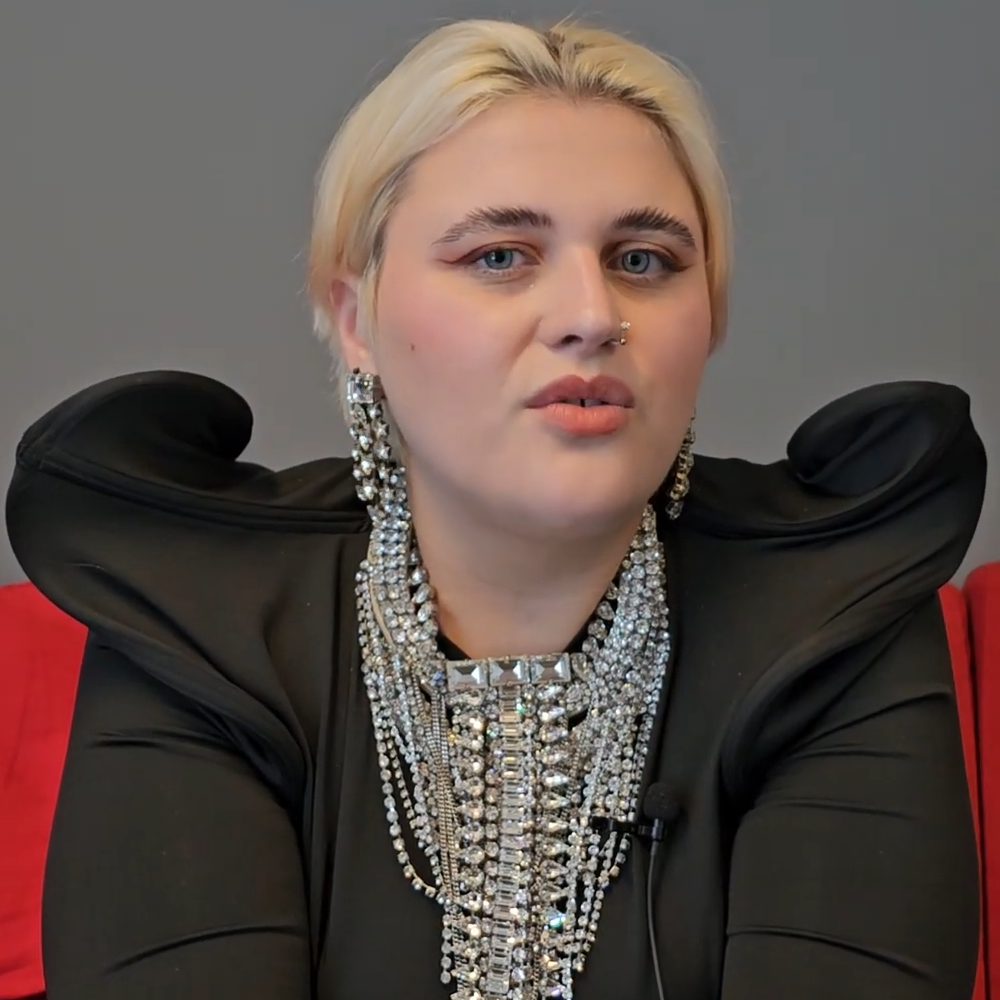
BigMama (Videostandbild 2024)

BigMama (* 10. März 2000 als Marianna Mammone in Avellino) ist eine italienische Rapperin.

## Werdegang
Die Rapperin machte erstmals 2020 in der italienischen Hip-Hop-Szene mit der Single Mayday auf sich aufmerksam. Danach arbeitete sie unter anderem mit den Crookers zusammen und veröffentlichte 2022 ihre Debüt-EP Next Big Thing. Nachdem sie beim Sanremo-Festival 2023 als Gast der Teilnehmerin Elodie aufgetreten war, ist sie beim Festival 2024 selbst Teilnehmerin.

## Diskografie
Alben
- 2024: Sangue

EPs
- 2022: Next Big Thing (Pluggers/Sony)

## Auszeichnungen für Musikverkäufe
| Platin-Schallplatte - Polen - 2024: für die Single Mezzo rotto |

Anmerkung: Auszeichnungen in Ländern aus den Charttabellen bzw. Chartboxen sind in ebendiesen zu finden.
| Land/RegionAuszeichnungen für Musikverkäufe (Land/Region, Auszeichnungen, Verkäufe, Quellen) | Gold  | Platin     | Verkäufe | Quellen |
| -------------------------------------------------------------------------------------------- | ----- | ---------- | -------- | ------- |
| Italien (FIMI)                                                                               | Gold1 | 2× Platin2 | 250.000  | fimi.it |
| Polen (ZPAV)                                                                                 | —     | Platin1    | 50.000   | olis.pl |
| Insgesamt                                                                                    | Gold1 | 3× Platin3 |          |         |

## Belege
1. 1 2  Chartquellen: IT
2. ↑  BigMama: età, peso, bullismo, malattia, e orientamento sessuale. Chi è la rapper a Sanremo 2024 con “La rabbia non ti basta”. In: Il Messaggero. 6. Februar 2024, abgerufen am 7. Februar 2024 (italienisch).
3. ↑  Marta Blumi Tripodi: BigMama vuole essere la ‘Next Big Thing’ del rap italiano. In: Rolling Stone Italia. 20. April 2022, abgerufen am 3. Dezember 2023 (italienisch).
4. ↑  Claudio Cabona: BigMama entra con il lanciafiamme nella scena italiana. In: Rockol.it. 3. Dezember 2023, abgerufen am 3. Dezember 2023 (italienisch).

| Personendaten    | Personendaten                   |
| ---------------- | ------------------------------- |
| NAME             | BigMama                         |
| ALTERNATIVNAMEN  | Mammone, Marianna (Geburtsname) |
| KURZBESCHREIBUNG | italienische Rapperin           |
| GEBURTSDATUM     | 10. März 2000                   |
| GEBURTSORT       | Avellino                        |